# Реикум

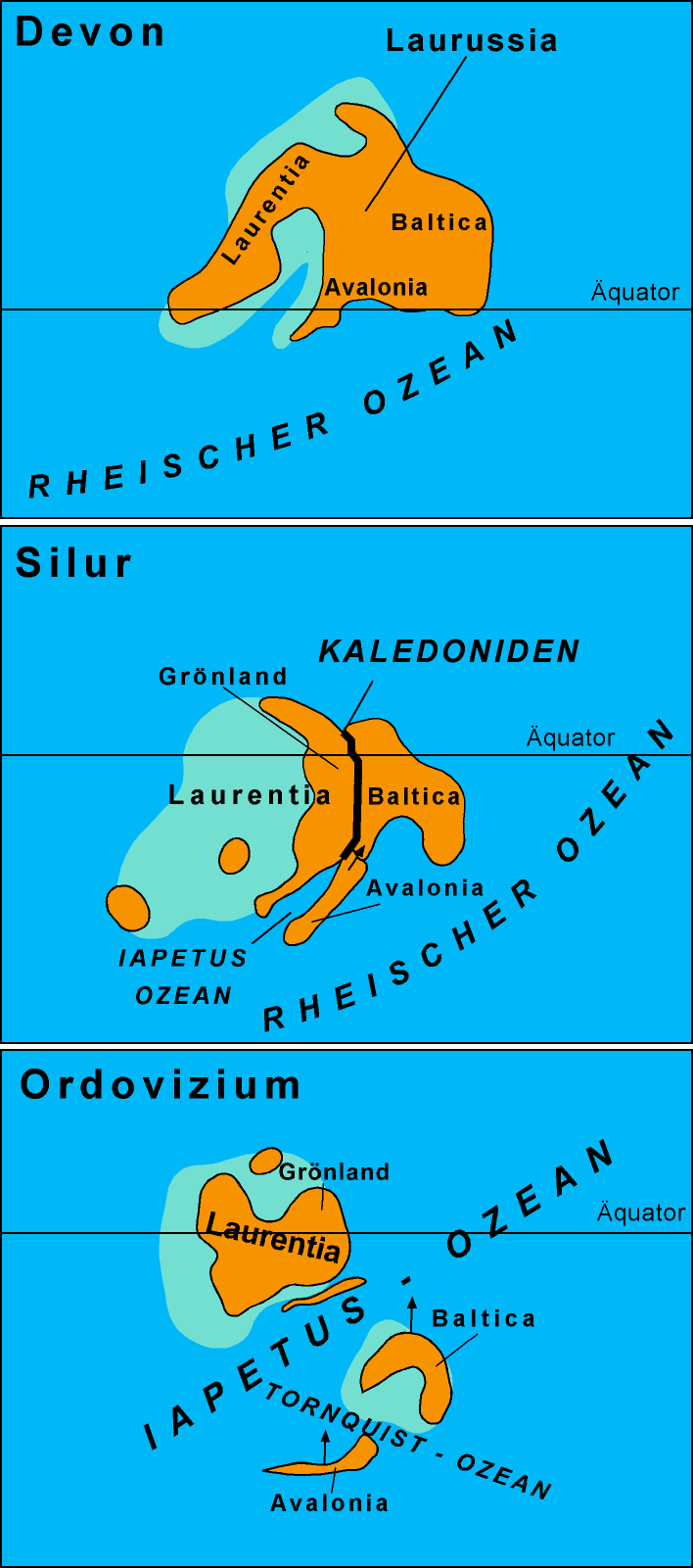
Океан Реикум в ордовикском, силурийском и девонском периодах.

Реикум — древний океан, располагавшийся между Гондваной (Африка, Австралия, Антарктида и Южная Америка) и Лавруссией (Лаврентия, Фенносарматия и Авалония). Граничил с океаном Тетис, из-за чего иногда рассматривается как его западная часть. На сегодняшний день его сутуры простираются на 10 тысяч км от Мексики до Турции. Закрытие океана произошло при образовании Пангеи, сопровождавшемся формированием герцинской, аллеганской складчатости и складчатости Уашито.

## Этимология
Океан, находившийся между Гондваной и Лаврентией в раннем кембрийском периоде, получил название Япетус в честь древнегреческого бога Япета, отца Атланта, так как в действительности являлся предшественником Атлантического океана. В свою очередь, океан, располагавшийся между Гондваной и Лавруссией в позднем кембрийском периоде и раннем ордовикском периоде, назван Реикум в честь Реи, сестры Япета.

## История океана
В начале палеозойской эры (540 млн лет назад) вокруг южного полюса Земли располагался крупнейший материк, Гондвана. Два меньших континента, Лаврентия и Фенносарматия, отделялись от Гондваны океаном Япетус. В течение эдиакарского периода (635 — 541 млн лет назад) на северном крае Гондваны формировалась кадомская складчатость, приведшая к образованию вулканической дуги типа кордельеры в том месте, где океаническая кора субдуцировалась под Гондваной. Когда срединно-океанический хребет субдуцировал под косым углом, вдоль северного края Гондваны появились экстенсиональные бассейны. В течение позднего кембрия и раннего ордовика они привели к возникновению рифтов вдоль северного края Гондваны. Рифт, в свою очередь, превратился в срединно-океанический хребет, который маленькими континентальными фрагментами, такими как Авалония и Каролина, отделился от Гондваны.
Как только единая Авалоно-Каролина начала своё движение на север от Гондваны, образовался океан Реикум. В силурийском периоде он достиг своей максимальной ширины в 4 тысячи км. Океан Япетус в это время закрылся при коллизии Авалоно-Каролины и Лаврентии, приведшей к образованию аллеганской складчатости.
С раннего девонского до раннего каменноугольного периода происходило закрытие океана Реикум, завершившееся коллизией Гондваны и Лаврентии в Пангею и приведшее к образованию крупнейших складчатостей палеозоя: герцинской и аллеганской между Западно-Африканской частью Гондваны, южным краем Фенносарматии и восточным краем Лаврентии, а также складчатости Уашито между Амазонской частью Гондваны и южным краем Лаврентии.